# Hamadryas icilia
Hamadryas icilia är en fjärilsart som beskrevs av Hans Fruhstorfer 1916. Hamadryas icilia ingår i släktet Hamadryas och familjen praktfjärilar. Inga underarter finns listade i Catalogue of Life.